# Undeclared
Undeclared é uma sitcom norte-americana criada por Judd Apatow e transmitida pela Fox entre 2001 e 2002.

## Elenco
- Steven Karp (Jay Baruchel)
- Lizzie Exley (Carla Gallo)
- Lloyd Haythe (Charlie Hunnam)
- Rachel Lindquist (Monica Keena)
- Ron Garner (Seth Rogen)
- Marshall Nesbitt (Timm Sharp)
- Hal Karp (Loudon Wainwright III)
- Tina Ellroy (Christina Payano)

Jenna Fischer, Simon Helberg e Tom Welling participaram do episódio inicial "Prototype". Vários atores de Freaks and Geeks apareceram em Undeclared retratando novos personagens, incluindo Rogen, Samm Levine, Martin Starr e Natasha Melnick, entre vários outros.

## Episódios
Quando exibido pela primeira vez na televisão, muitos episódios foram ao ar fora de ordem. Quando lançados originalmente em DVD, os episódios foram apresentados em sua ordem de produção, o que foi um erro segundo Apatow. Uma versão alternativa do segundo episódio, intitulada "Full Bluntal Nugety" está incluída no lançamento do DVD da série.
| N.º | Título                                               | Dirigido por      | Escrito por                                 | Exibição original       | Cód. de produção | Audiência (milhões) |
| --- | ---------------------------------------------------- | ----------------- | ------------------------------------------- | ----------------------- | ---------------- | ------------------- |
| 1 | "Prototype"                                          | Jake Kasdan       | Judd Apatow                                 | 25 de setembro de 2001  | 101              | 9,00                |
| No primeiro dia de Steven na UNEC, ele conhece e passa uma noite com Lizzie, sem saber que ela tem namorado. O pai de Steven, Hal, aparece na festa e anuncia que está se divorciando.                                                                          |                                                      |                   |                                             |                         |                  |                     |
| 2 | "Oh, So You Have a Boyfriend?" "Full Bluntal Nugety" | Paul Feig         | Kristofor Brown                             | 8 de janeiro de 2002    | 102              | 7,51                |
| Lizzie admite para Steven que tem namorado, mas isso não o impede de persegui-la. Hillary tem uma queda por Lloyd, mas Ron não acha que seja uma boa ideia Lloyd ficar com ela. Marshall inspira um chato professor de história a renovar seu método de ensino. |                                                      |                   |                                             |                         |                  |                     |
| 3 | "Eric Visits"                                        | John Hamburg      | Judd Apatow & Rodney Rothman                | 2 de outubro de 2001    | 103              | 8,94                |
| O namorado de Lizzie a visita na UNEC. Steven a convence a terminar com Eric, mas se sente culpado e o ajuda a reconquistá-la. Enquanto isso, Ron traz um barril de cerveja e pede a seus colegas de quarto que o ajude a beber.                                |                                                      |                   |                                             |                         |                  |                     |
| 4 | "Jobs, Jobs, Jobs"                                   | Greg Mottola      | Joel Madison                                | 15 de janeiro de 2002   | 104              | 6,30                |
| Steven é forçado a conseguir um emprego no refeitório para ajudar a pagar suas mensalidades até que Hal encontre "o emprego certo". |                                                      |                   |                                             |                         |                  |                     |
| 5 | "Sick in the Head"                                   | Greg Mottola      | Seth Rogen                                  | 16 de outubro de 2001   | 105              | 8,49                |
| Marshall fica doente e Rachel se oferece para cuidar dele. Lloyd tenta iniciar um relacionamento de verdade com uma garota. Steven faz amigos na sala de recreação.                                                                                             |                                                      |                   |                                             |                         |                  |                     |
| 6 | "The Assistant"                                      | Judd Apatow       | Judd Apatow & Seth Rogen & Nicholas Stoller | 13 de novembro de 2001  | 106              | 7,77                |
| Adam Sandler dá uma festa na UNEC e depois vai à casa de Steven. Rachel fica com o assistente de Adam, Loughran. Lloyd se relaciona com Hal e Steven não fica feliz com isso.                                                                                   |                                                      |                   |                                             |                         |                  |                     |
| 7 | "Addicts"                                            | Greg Mottola      | Jennifer Konner & Alexandra Rushfield       | 9 de outubro de 2001    | 108              | 8,56                |
| Ron e Lloyd investem em uma ação de alta volacidade. |                                                      |                   |                                             |                         |                  |                     |
| 8 | "God Visits"                                         | John Hamburg      | Rodney Rothman                              | Unaired                 | 110              | ASD                 |
| Um colega convence Steven a aceitar o Senhor, enquanto um professor faz Lloyd acreditar que tudo não tem sentido. |                                                      |                   |                                             |                         |                  |                     |
| 9 | "Parents' Weekend"                                   | John Hamburg      | Rodney Rothman                              | 22 de janeiro de 2002   | 111              | 8,05                |
| Marshall reluta em contar a seus pais que ele não é especialista em administração. Ron recebe uma proposta da irmã de Lloyd, Amanda. Rachel tem que enfrentar a ira de sua mãe controladora. Hal se encontra com sua ex-esposa, Debra.                          |                                                      |                   |                                             |                         |                  |                     |
| 10 | "Eric Visits Again"                                  | Greg Mottola      | Nicholas Stoller                            | 20 de novembro de 2001  | 109              | 6,64                |
| Eric descobre que Lizzie o traiu com Steven e vai para a UNEC para se vingar. Lloyd ajuda Steven a se preparar para uma briga. |                                                      |                   |                                             |                         |                  |                     |
| 11 | "Rush and Pledge"                                    | Jay Chandrasekhar | Kristofor Brown                             | 11 de dezembro de 2001  | 112              | 6,64                |
| Frustrado com a forma como seus colegas de quarto o tratam, Steven se junta ao grupo "Theta Delta Zeta". Enquanto isso, Lizzie se junta às "Little Sisters". |                                                      |                   |                                             |                         |                  |                     |
| 12 | "Hell Week"                                          | Jay Chandrasekhar | Joel Madison & Seth Rogen                   | 18 de dezembro de 2001  | 113              | 7,50                |
| Steven está cansado do grupo e o abandona. |                                                      |                   |                                             |                         |                  |                     |
| 13 | "Truth or Dare"                                      | Greg Mottola      | ASA                                         | 29 de janeiro de 2002   | 107              | 6,09                |
| Os meninos jogam um jogo de Verdade ou Desafio para aumentar suas chances com as meninas. |                                                      |                   |                                             |                         |                  |                     |
| 14 | "The Day After"                                      | Judd Apatow       | Judd Apatow & Seth Rogen                    | 12 de fevereiro de 2002 | 114              | 6,69                |
| Steven não tem certeza de sua posição em relação a Lizzie, e as ideias de Lloyd não o estão ajudando em nada. Eles passam o sábado separados. |                                                      |                   |                                             |                         |                  |                     |
| 15 | "The Perfect Date"                                   | Greg Mottola      | Judd Apatow & Brent Forrester               | 19 de fevereiro de 2002 | 115              | 7,61                |
| Steven planeja o encontro perfeito para Lizzie aparecer para Eric. Theo, amigo de Steven, aparece inesperadamente e estraga o dia de Ron, Marshall e Lloyd. |                                                      |                   |                                             |                         |                  |                     |
| 16 | "Hal and Hillary"                                    | Jay Chandrasekhar | Kristofor Brown                             | 5 de março de 2002      | 116              | 6,72                |
| No caminho para ver Steven, Hal conhece e fica com Hillary. Ron e sua turma os veem se dando bem e Steven fica chateado. Lucien, ciumento, desconta sua raiva em Steven.                                                                                        |                                                      |                   |                                             |                         |                  |                     |
| 17 | "Eric's POV"                                         | Jon Favreau       | Judd Apatow & Nicholas Stoller              | 12 de março de 2002     | 117              | 6,52                |
| Eric vai para a UNEC para tentar reconquistar Lizzie. Os meninos sentam e assistem Girls Gone Wild, enquanto as meninas tentam adicionar mechas para deixar o cabelo de Lizzie bonito, mas falham miseravelmente.                                               |                                                      |                   |                                             |                         |                  |                     |

O DVD contém o roteiro de um episódio não produzido, "Lloyd's Rampage" (escrito por Lewis Morton), que foi escrito para a segunda temporada do programa. A história gira em torno de Lloyd brigando com Kieran, o aluno destaque de sua aula de atuação. Então, Steven e Lloyd vão a um bar e acabam brigando com alguns homens da classe trabalhadora, o que impressiona Kieran quando Lloyd lhe conta sobre isso. Uma subtrama gira em torno de Marshall ficando extremamente bêbado e vomitando em um bar. Quando está vomitando, Perry grava um vídeo, faz camisetas e pôsteres e os espalha pelo campus. O sobrenome de Perry é revelado como Madison neste episódio. O papel de Kieran foi escrito para a estrela de That '70s Show, Topher Grace, mas ele nunca apareceu no episódio.
Em junho de 2010, foi anunciado que o Independent Film Channel havia adquirido os direitos de exibição de Undeclared e Freaks and Geeks. A série estreou na IFC em 5 de novembro de 2010. Ambas começaram a ser exibidas novamente na rede TeenNick em 13 de junho de 2011.

## Recepção
Undeclared recebeu elogios da crítica de televisão. No Metacritic, a série obteve uma pontuação de 85 em 100, com base em 24 avaliações, indicando "aclamação universal". No Rotten Tomatoes, tem um índice de aprovação de 93% com uma pontuação média de 8,18/10 com base em avaliações de 30 críticos. O consenso crítico do site diz: "Undeclared vive na sombra de seu antecessor produzido por Apatow, mas ainda oferece um ano doce e perspicaz de autodescoberta."
Em 2020, Briana Kranich do Screen Rant nomeou Undeclared como um dos "10 programas mais subestimados dos anos 90". O programa teve uma média de 7,3 milhões de espectadores.